# Samuel Wells Morris
Samuel Wells Morris (* 1. September 1786 in Philadelphia, Pennsylvania; † 25. Mai 1847 in Wellsboro, Pennsylvania) war ein US-amerikanischer Politiker. Zwischen 1837 und 1841 vertrat er den Bundesstaat Pennsylvania im US-Repräsentantenhaus.

## Werdegang
Samuel Morris besuchte das Princeton College. Nach einem anschließenden Jurastudium und seiner Zulassung als Rechtsanwalt begann er in Wellsboro in diesem Beruf zu arbeiten. In seiner neuen Heimat war er zwischen 1808 und 1813 als Bezirksrichter, Bezirkskämmerer und Posthalter von Wellsboro tätig. Außerdem wurde er Abgeordneter im Repräsentantenhaus von Pennsylvania. Politisch war er Mitglied der Demokratischen Partei.
Bei den Kongresswahlen des Jahres 1836 wurde Morris im 17. Wahlbezirk von Pennsylvania in das US-Repräsentantenhaus in Washington, D.C. gewählt, wo er am 4. März 1837 die Nachfolge von John Laporte antrat. Nach einer Wiederwahl konnte er bis zum 3. März 1841 zwei Legislaturperioden im Kongress absolvieren. Im Jahr 1840 verzichtete er auf eine weitere Kandidatur. Nach seiner Zeit im US-Repräsentantenhaus ist Samuel Morris politisch nicht mehr in Erscheinung getreten. Er starb am 25. Mai 1847 in Wellsboro.